# 薩布萊特縣 (懷俄明州)
薩布萊特县是美國懷俄明州西部的一個縣，面積12,783平方公里。根據2010年人口普查，本縣共有人口5,920人。本縣縣治為派恩代爾。

## 歷史

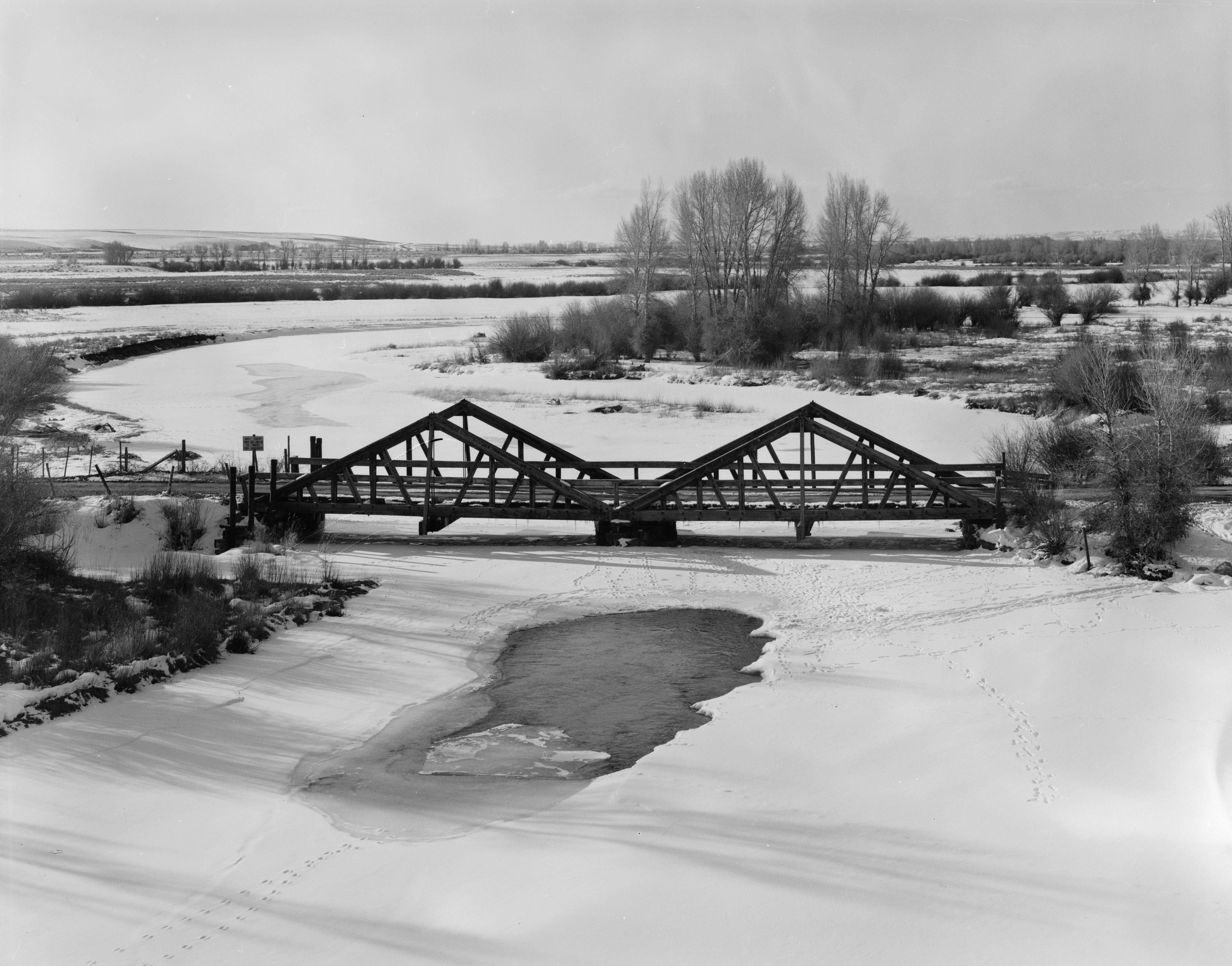
攝於1917年的DDZ橋

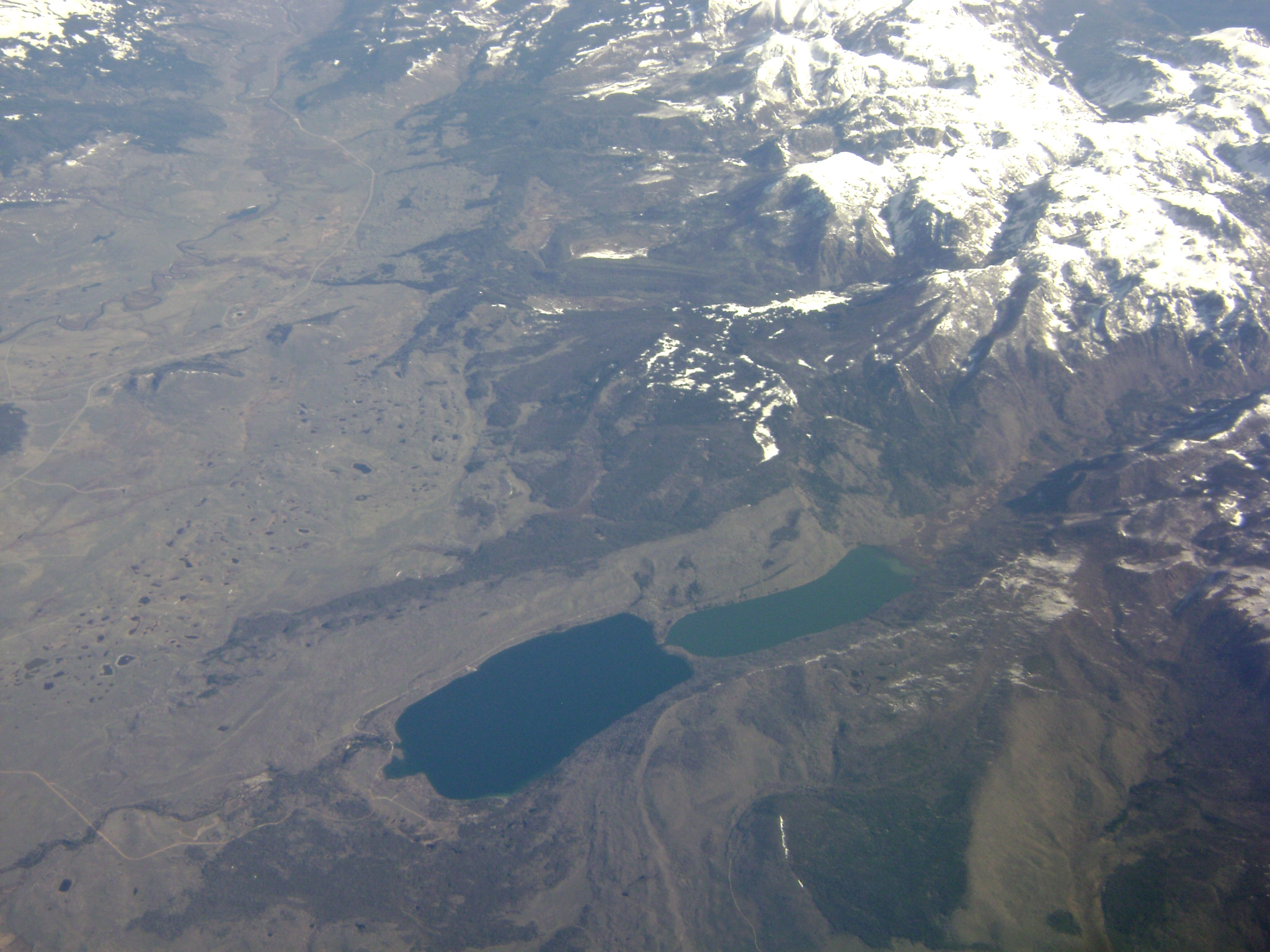
薩布萊特縣鳥瞰圖

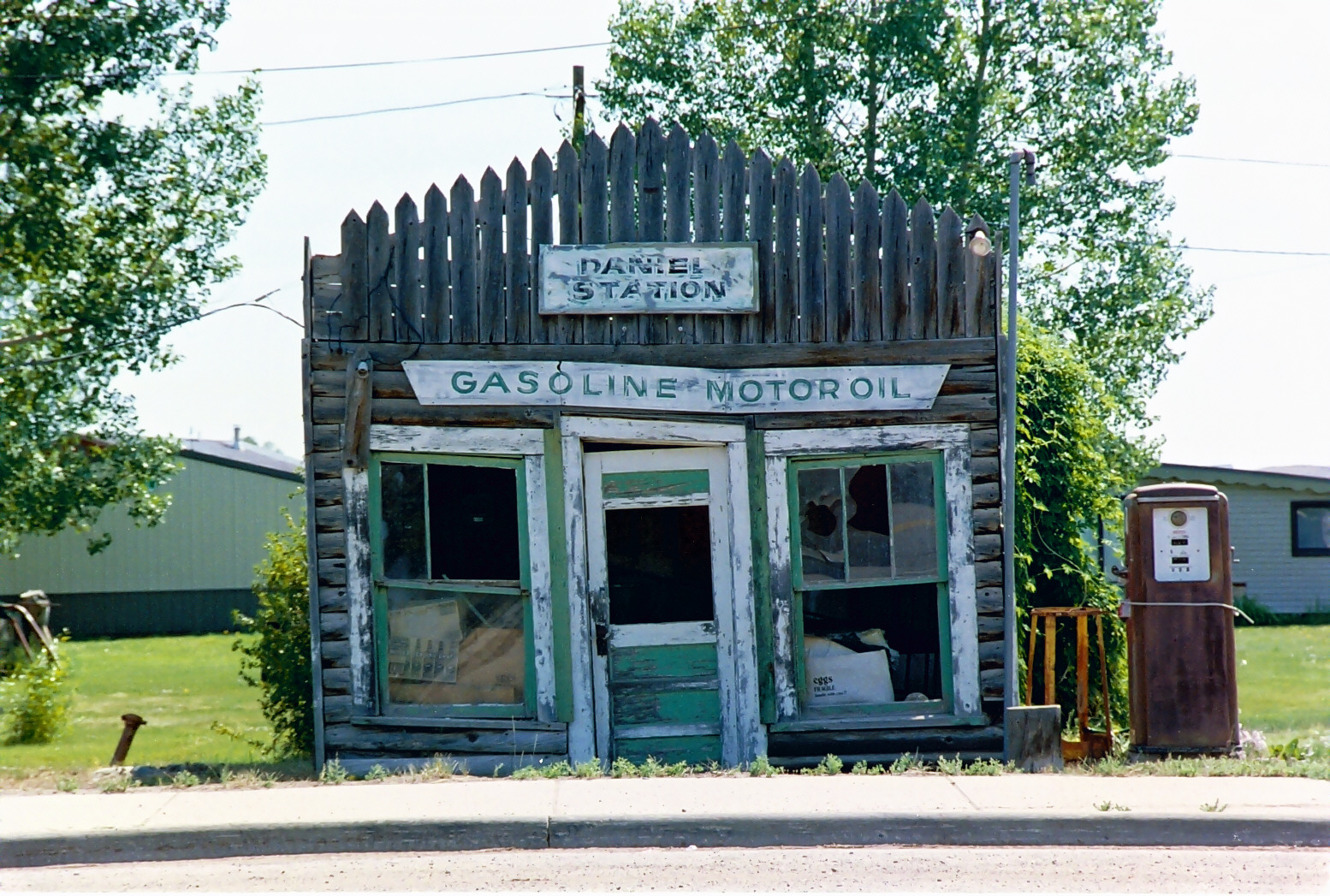
廢棄加油站

本縣成立於1921年2月15日，是自弗里蒙特縣和林肯縣獨立。本縣在歷史上曾經是一個重要的毛皮貿易地點，且其名稱亦是取自毛皮商人與獵人威廉·薩布萊特。

## 地理
根據2000年人口普查，薩布萊特縣的總面積為4,936平方英里（12,780平方），其中有4,883平方英里（12,650平方），即98.98%為陸地；53平方英里（140平方），即1.08%為水域。本縣既是懷俄明州面積第六大的縣份，亦是美國面積第66大的縣份。

### 毗鄰縣
因為薩布萊特縣位於懷俄明州中部，因此所有毗鄰縣皆為懷俄明州的縣份。
- 弗里蒙特縣：東方
- 甘霖縣：東南方
- 林肯縣 ：西南方
- 提頓縣：西北方

### 國家保護區
- 布里傑國家森林公園（部分）
- 肖松尼國家森林公園（部分）
- 提頓國家森林公園（部分）

## 人口
| 调查年            | 人口   | 备注 | %±     |
| ----------------- | ------ | ---- | ------ |
| 1930              | 1,944  |      | —      |
| 1940              | 2,778  |      | 42.9%  |
| 1950              | 2,481  |      | −10.7% |
| 1960              | 3,778  |      | 52.3%  |
| 1970              | 3,755  |      | −0.6%  |
| 1980              | 4,548  |      | 21.1%  |
| 1990              | 4,843  |      | 6.5%   |
| 2000              | 5,920  |      | 22.2%  |
| 2010              | 10,247 |      | 73.1%  |
| [ 5 ] [ 6 ] [ 7 ] |        |      |        |

根據2000年人口普查，薩布萊特縣擁有5,920居民、2,371住戶和1,707家庭。其人口密度為每平方英里1.2居民（每平方公里0.5居民）。本縣擁有3,552間房屋单位，其密度為每平方英里0.7間（每平方公里0.3間）。而人口是由97.48%白人、0.2%黑人、0.49%土著、0.24%亞洲人、0.08%太平洋岛民、0.52%其他種族和0.98%混血构成。而西班牙裔或拉丁美洲人佔了人口1.89%。在97.48%白人中，有21.7%為德國人、17.5%為英國人、以及10.1%為愛爾蘭人。
在2,371住户中，有32.7%擁有一個或以上的兒童（18歲以下）、63.3%為夫妻、5.3%為單親家庭、28%為非家庭、23.6%為獨居、6.5%住戶有同居長者。平均每戶有2.47人，而平均每個家庭則有2.91人。在5,920居民中，有25.8%為18歲以下、6%為18至24歲、27.5%為25至44歲、28.7%為45至64歲以及12%為65歲以上。人口的年齡中位數為40歲，女子對男子的性別比為100：104.3。成年人的性別比則為100：104.5。
本县的住戶收入中位數為$39,044，而家庭收入中位數則為$45,000。男性的收入中位數為$35,000，而女性的收入中位數則為$21,109，人均收入為$20,056。約7.4%家庭和9.7%人口在貧窮線以下，包括10.4%兒童（18歲以下）及8.7%長者（65歲以上）。

## 外部連結
- Socioeconomics of Sublette County
- Sublette County Travel Website （页面存档备份，存于）
- Sublette County Chamber of Commerce （页面存档备份，存于）
- Sublette County Government （页面存档备份，存于）
- Pinedale Town Hall （页面存档备份，存于）
- Big Piney Town Hall （页面存档备份，存于）
- Area Information （页面存档备份，存于）